# Wright Whirlwind

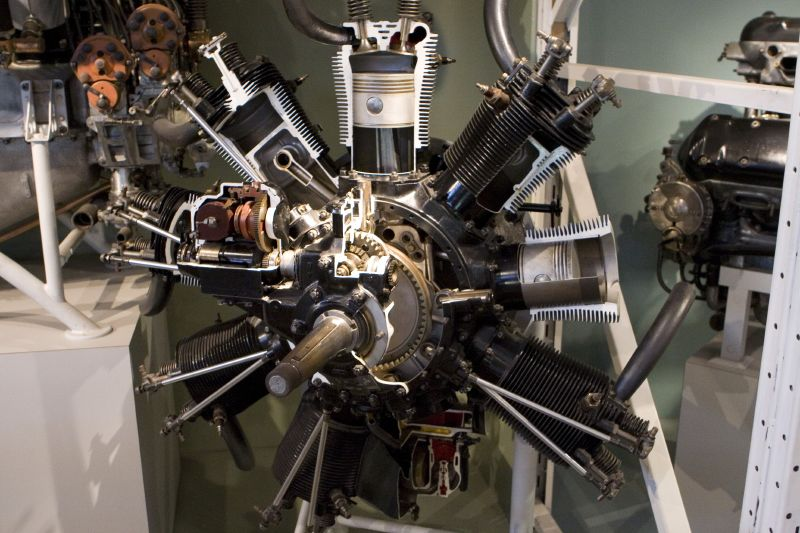
Moteur Wright J-6 Whirlwind R-975 au Musée de l'aviation du Canada.

Les Wright Whirlwind étaient une famille de moteurs d'avion à pistons, en étoile et refroidis par air, construits par Wright Aeronautical (à l'origine une société indépendante, devenue par la suite une division de Curtiss-Wright). La famille a commencé avec des moteurs à neuf cylindres, et plus tard s'est élargie avec des versions à cinq et sept cylindres. Des versions en double étoile à quatorze cylindres ont également été développées, mais elles n'ont pas été produites commercialement,.

## Description
Le Whirlwind était le descendant direct du Lawrance J-1 (en), un neuf cylindres en étoile refroidi par air construit par la Lawrance Aero Engine Company (en) pour l'US Navy. Comme la Marine avait décidé d’abandonner les moteurs à refroidissement liquide au profit de moteurs en étoile refroidis par air, mais craignait que Lawrance ne puisse en produire suffisamment pour ses besoins, elle contraignit Wright à racheter la société Lawrance en 1923 pour la construction du J-1. Le J-1 de Wright a été le premier neuf cylindres de la série Wright R-790 qui a été rapidement suivie par les J-3, J-4, J-4A, J-4B et enfin le célèbre J-5 de 1925, avec lequel Charles Lindbergh traversa l’Atlantique nord en mai 1927. 
En 1928, Wright remplaça la série R-790 par la famille J-6 Whirlwind, présentant de meilleures performances grâce à son compresseur et sa cylindrée supérieure, l'alésage étant porté de 114  à   127 mm pour une course inchangée. Cette famille était déclinée en trois versions : le neuf cylindres R-975 (en), le sept cylindres R-760 (en) et le cinq cylindres R-540 (en), offrant des puissances variées fondées sur une même conception de base. Parmi ceux-ci, le R-975 a été le plus répandu, surtout en raison de son utilisation dans les véhicules de combat blindés pendant la Seconde Guerre mondiale.
Au milieu des années 1930, Wright a également développé deux versions du Whirlwind en double étoile à quatorze cylindres, le R-1510 de 600 hp (450 kW) et le R-1670 de 800 hp (600 kW). Ils ont été utilisés dans un certain nombre de prototypes d'avions militaires, mais aucun des deux n'a atteint le stade de la production en série,. L’échec du R-1670 faillit entraîner celui du Curtiss H-75, dont le prototype fut heureusement remotorisé au profit d’un Wright R-1820 Cyclone .
Comme tous les moteurs refroidis par air, les Whirlwind étaient plus légers et fiables que les moteurs à refroidissement liquide de même puissance, car un système de refroidissement liquide ajoute du poids et nécessite plus d’entretien.
Grâce à ces avantages, les moteurs Whirlwind ont été largement utilisés et ont été construits en grand nombre. Des copies sous licence ont été produites par des fabricants tels que Continental Motors, Hispano-Suiza, et Shvetsov. Le succès du Whirlwind a conduit à la mise au point d'autres moteurs en étoile refroidis par air dans les années 1920 à 1940, et ces moteurs ont progressivement éclipsé la plupart des moteurs d'avion à refroidissement liquide.

## Série Whirlwind
- R-790 : 9-cylindres en étoile (149–164 kW), production 1923-1928.
- R-540 : 5-cylindres en étoile (123–130 kW), production 1928-1937.
- R-760 : 7-cylindres en étoile (168–261 kW), production 1928-1945.
- R-975 : 9-cylindres en étoile (224–336 kW), production 1928-années 1950.
- R-1510 : 14-cylindres en double étoile (450 kW), présenté en 1933, prototypes seulement (voir le suivant).
- R-1670 : 14-cylindres en double étoile (600 kW), présenté en 1934, prototypes et petite série de pré-production (XR-1510 et XR-1670, seulement 35 exemplaires produits en tout[5]).